# 東京ラーメンショー
東京ラーメンショー（とうきょうラーメンショー）は、日本で毎年秋に開催されるラーメンのイベントで、主催は東京ラーメンショー実行委員会と日本ラーメン協会。

## 概要
本イベントではタイトル通り全国各地のラーメンを集めて前半と後半に分かれて、駒沢オリンピック公園で開催。
第1回は2009年5月29日から31日まで開催。第2回以降は秋に開催されている。

## 開催概要

### 2009年（第1回）
- 期間：2009年5月29日 - 5月31日

### 2010年（第2回）
- 期間：2010年11月3日 - 11月7日

前年の反響を受け規模を拡大、5日間での開催となった。
出店店舗
- 富良野とみ川
- 札幌うまいっしょ（真武咲弥×麺処まるは）
- ラーメン次郎長
- 長尾中華そば×ラーメン大
- 秋田成ト会（らーめん錦×竹本商店）
- 仙台ラーメン　五福星
- 千葉道場三番勝負（麺や庄の、麺や雄、武士道）
- 東京ラーメン新人王2009　らぁめん元～Hajime～
- 多摩組
- 埼玉彩岩
- 高田馬場ラーメン組合
- 栃木　花の木
- 東池袋大勝軒一門
- TETSU×四代目けいすけ Revolution
- 田中商店×めん徳二代目つじ田
- 新潟麺魂伝承会
- 信州麺友会
- 富山ブラック　麺家いろは
- 北陸ラーメン博　（氷見ラーメン×なん・なん亭）
- 滋賀拉麺維新会
- 豚の骨×無鉄砲
- 浪速食い倒れ五人衆
- 冨士屋withきび桃太郎外伝
- 博多だるま
- 博多新風
- 琉球麺侍
- 博多一風堂×蒙古タンメン中本
- せたが屋×博多一風堂×蒙古タンメン中本

### 2011年（第3回）
- 期間：2011年11月2日 - 11月6日

同年に発生した「東日本大震災の復興支援を行うイベント」として位置付けられ、売上金の10％を義援金として寄付するほか、青森・秋田・岩手・宮城・福島の被災地5県によるご当地ラーメンブースの特別出店をおこなった。また会場内にてラーメン以外の東北物産の販売や観光PRも行う特別コーナーも設けられた。

### 2012年（第4回）
今回より二部制による開催期間の延長及び開催時間も延長となったため来場者数が大幅に増加し約50万人が来場した。
- 期間：2012年10月26日 - 11月4日

### 2013年（第5回）
- 期間：2013年11月15日 - 11月24日[6]

出店店舗(第1幕)
- 【京都】京都ラーメン たかばし「京都ラーメン」
- 【埼玉】彩岩軍団(麺家うえだ、麺屋信玄、麺屋番、近喜屋、和風らーめん凪、ガラ喰楽学校、瑞山、笑堂、小樽らーめん豆の木、ブロンソン、とんちぼ、うどん如水）「埼玉焦がし醤油ラーメン」
- 【千葉】麺屋宗×拉通×武道家「房総・竹岡式ラーメン」
- 【山形】新旬屋 麺山「形鶏中華」
- 【秋田宮城】秋田 錦×らーめん本竃「秋田桃豚・宮城三元豚極旨トロ肉豚骨」
- 【岡山】お多津×味々亭「笠岡ラーメン」
- 【兵庫赤穂】播州赤穂塩ラーメン組合(天馬らぁめん×赤穂らーめん麺坊×居酒屋風らーめん屋とっけ×中華料理 赤穂飯店)「播州赤穂塩ラーメン」
- 【新潟】新潟ラーメン親父の会(酒麺亭　潤、三吉屋、東横、麺や 来味、たかみち、濱之家、暁天、麺屋 あごすけ、手打ちらーめん勝龍、麺ちん、麺の家 渚、麺や ようか、竜胆、つり吉）「新潟ご当地 濃厚味噌ラーメン」
- 【愛知】麺屋 桜×徳川町 如水×つけ麺 雀「名古屋台湾ラーメン」
- 【福岡】拉麺 久留米 本田商店×ラーメン龍の家×久留米ラーメン 清陽軒×モヒカンらーめん味壱家「とんこつ発祥！久留米ラーメン」
- 【静岡】麺屋 燕×大勝軒みしま「富士山”極み”らーめん」
- 【岩手】麦六「三陸秋刀魚だしわかめらーめん」
- 【福岡】博多一幸舎「博多豚骨ラーメン」
- 【北海道】函館塩ラーメン専門店 えん楽×ラーメン次郎長×浜チャンポン長万部 三八飯店「函館塩ラーメン”海”」
- 【北海道】麺屋 つくし×RAMEN IORI×福籠「札幌濃厚味噌ラーメン」
- 【コラボ】えびすこ×鶏湯ラーメン ばふ。「海老そば つけめん」
- 【コラボ】中華蕎麦とみ田×博多だるま「呼び戻しブラック」
- 【コラボ】蒙古タンメン 中本×博多新風「超絶品!!味噌とんチャーシュー麺」
- 【コラボ】麺屋こうじ×優勝軒「山岸一雄の中華そば」

### 2014年（第6回）
今回は「ラーメン屋のスイーツ」ブースか新設された。
- 期間：2014年10月24日 - 11月3日

出店店舗(第1幕)
- 【コラボ】ソラノイロ×えんや「塩肉煮干らーめん」
- 【コラボ】マタドール×くろ喜「牛と海老薫る味噌らーめん」
- 【コラボ】ムタヒロ×ほうきぼし「わぽぽ辛鶏煮干そば」
- 【徳島】岩田家「徳島ラーメン」
- 【東京】来々軒「日本初の醤油ラーメン」
- 【大阪】きんせい「なにわの金の塩」
- 【コラボ】拉通×阿修羅「船橋ソースラーメン」
- 【福島】福島ラーメン組っ！獅子奮迅隊「福島鶏白湯」
- 【コラボ】上越革麺会「越後上越白湯～雪中華～」
- 【コラボ】本田商店×龍の家×清陽軒×味壱家「久留米ラーメン」
- 【コラボ】つくし×大島×福籠「札幌濃厚旨味噌ラーメン」
- 【福岡】秀ちゃんラーメン「博多豚骨ラーメン」
- 【コラボ】ばふ。×力皇「帝皇ちゃんこ味噌らーめん」
- 【コラボ】黒船×百麺「大船渡秋刀魚だしラーメン」
- 【大分】佐伯ラーメン愛好会「大分佐伯ラーメン」
- 【コラボ】真武咲弥×ど・みそ「豪華肉三種！！濃厚味噌」
- 【山形】酒田のラーメンを考える会「自家製ふわ・とろワンタンメン」
- 【埼玉】彩岩軍団「埼玉焦がし醤油ラーメン」
- 【コラボ】桜×如水×雀「名古屋コーチン濃厚味噌らーめん」
- 【長野】信州麺友会「完全無敵の味噌ラーメン」
- 【福井】北陸福井麺和会「極旨濃厚味噌"ベジポタ"」
- 【コラボ】麺彩房×大山家「和歌山中華そば」
- 【東京】黒琥「月見マー油豚骨」
- 【コラボ】麺や食堂×金斗雲×鳴声「神奈川淡麗しお」

### 2015年（第7回）
ラーメン大好き小泉さんの主人公である小泉さんがスペシャルサポーターに就任、会場で作者の鳴見なるによるサイン会が行われた。
- 期間：2015年10月23日 - 11月3日

出店店舗(第1幕)
- 【コラボ】支那そばや×大勝軒「絆を紡ぐ醤油らぁ麺」
- 【富山】麺家いろは「富山湾高級白エビ／肉盛そば」
- 【宮崎】風来軒「宮崎風来軒濃厚とんこつラーメン」
- 【コラボ】麺や七彩×BASSOドリルマン×魂麺「秋田稲庭中華そば」
- 【東京】高田馬場ラーメン組合「台湾まぜそば～東京ラーメンショー2015ver～」
- 【大分】佐伯ラーメン愛好会「大分佐伯ラーメン」
- 【コラボ】チーム静岡「駿河トンコツ次郎長一座」
- 【札幌】てつや「"元祖"サッポロ味噌ラーメン」
- 【東京】むぎとオリーブ「鶏・蛤・煮干しの三種出汁 トリプルSOBA」
- 【新潟】新潟拉麺協同協会「新潟の旨さぎっしり新潟濃厚味噌ラーメン」
- 【福岡】博多だるま「濃厚博多豚骨炙り豚トロ肉盛りラーメン」
- 【コラボ】らあめん元×麺屋あがら「和歌山ラーメン」
- 【埼玉】彩岩軍団「瀬戸内いりこ塩らーめん」
- 【ドイツ】Ramen Jun Frankfurt「とんこつラーメン ～ドイツ編～」
- 【コラボ】黒船×百麺「大船渡秋刀魚だしラーメン」
- 【大阪】まこと屋「限定 肉もり牛醤ラーメン」
- 【山形】新旬屋 麺「鶏中華」
- 【福井】北陸福井麺和会「日本海の魚介香る旨味塩らーめん」
- 【コラボ】鯛塩そば 灯花×鳴声「愛媛宇和島鯛塩そば」
- 【コラボ】日本ラーメン協会「海老まるごとワンタン麺」

### 2016年（第8回）
- 期間：2016年10月27日 - 11月6日

出店店舗(第1幕)
- 【コラボ】元祖旭川ラーメン梅光軒×高田馬場ラーメン組合「元祖旭川ラーメン激煮干し王」
- 【札幌】札幌みその「札幌 濃厚伊勢海老味噌」
- 【秋田】秋田稲庭中華そばの会「焙煎“ごぼう”香る味噌の稲庭中華そば」
- 【山形】新旬屋 麺「金の鶏中華」
- 【コラボ】麺屋 政宗×らーめん なると家×らーめん五ノ風「伊達の炙り牛タンネギ塩そば」
- 【新潟】新潟拉麺協同組合　燕背脂伝承委員会「煮干し薫る燕背脂煮干し中華そば・改」
- 【静岡】チーム静岡「肉が盛りもり 手火山中華そば ～潮と醤油の合わせ味～」
- 【滋賀】滋賀拉麺維新会「三成黒味噌ラーメン」
- 【京都】らーめんキラメキノトリ「京都鶏白湯」
- 【京都】京都祇園 らぁ～めん京「京都ぎをん 芳醇鶏そば」
- 【大阪】彩色ラーメン きんせい「なにわ黄金塩ラーメン 天草大王ver.」
- 【日替りご当地コラボ】らあめん元×麺屋あがら×らあめん広「和歌山ラーメン・岡山鶏中華そば・広島豚骨中華そば」
- 【博多】博多一風堂「博多 担担麺」
- 【宮崎】風来軒「濃厚とんこつラーメン」
- 【コラボ】麺屋二郎×麺屋剛「鹿児島 あっさりスープのご当地豚骨ラーメン」
- 【コラボ】仮・日本のラーメンを変える若手っぽい会「がんばろう熊本！天草大王地鶏中華そば」
- 【コラボ】エビスコ酒場×えびすこ「アサリの旨味塩中華そば」
- 【コラボ】ど・みそ×角栄「越後味噌中華ソバ～雪国新潟米麹の香り～」

出店店舗(第2幕)
- 【コラボ】麺屋つくし×ラーメン大島「札幌濃厚旨味噌ラーメン」
- 【コラボ】麺匠真武咲弥×麺や虎鉄「札幌炙りあら味噌ラーメン」
- 【山形】酒田のラーメンを考える会「山形・酒田の自家製ふわ・とろワンタンメン」
- 【宮城】気仙沼 かもめ食堂「気仙沼かもめラーメン」
- 【福島】福島ラーメン組っ！獅子奮迅隊「濃厚熟成味噌 福島鶏白湯」
- 【千葉】中華蕎麦とみ田「山水地鶏そば」
- 【富山】富山ブラック麺家いろは「富山ブラック／牛×豚Ｗ肉盛り味玉らーめん」
- 【石川】金沢麺達兼六会「濃厚味噌「炎・炙」肉盛そば ～献上加賀味噌バージョン～」
- 【長野】信州麺友会「元祖味噌 信州肉盛り安養寺ら～めん」
- 【東海】中京麺人会「純系名古屋コーチン麺　～炙り焼豚スペシャル～」
- 【大阪】ラーメンまこと屋「限定 肉もり牛醤ラーメン」
- 【兵庫】ラーメンこがね家 明石総本店「極濃豚骨Wチャーシュー麺 味玉入」
- 【コラボ】麺彩房 中野本店×ラーメン 大山家×双麺「愛媛松山甘旨醤油ラーメン」
- 【コラボ】拉麺 久留米 本田商店×モヒカンらーめん×南京千両本家「元祖とんこつ！久留米「80周年」ラーメン」
- 【佐賀】九州 佐賀本釜炊き豚骨ラーメン「佐賀ん豚骨らーめん」
- 【大分】佐伯ラーメン愛好会「大分佐伯ラーメン」
- 【鹿児島】鹿児島ラーメン豚とろ「半熟煮玉子入豚とろラーメン」
- 【コラボ】愛媛宇和島実行委員会「愛媛宇和島鯛塩そば」

### 2017年（第9回）
この回より会場でラーメンを購入した来場者の投票による「ラーメン投票ランキング」が開始され幕の優勝店を決める試みが開始された
。
- 期間：2017年10月26日 - 11月5日

出店店舗(第1幕)
- 【茨城】活龍「濃厚うにそば」
- 【群馬】群馬上州牛実行委員会「上州牛特選塩そば」
- 【北海道】麺や虎鉄「札幌濃厚海老味噌～スペアリブチャーシューver～」
- 【福岡】拉麺 久留米 本田商店「元祖とんこつ生誕８０周年！「濃厚」久留米スペシャル！」
- 【静岡】駿河拉麺會「トリュフと特選カモチャーシュー醤油ラーメン」
- 【海外】Kamitoku ramen hawaii「Beefy Wild」
- 【岡山】鶏ガラ人ガラの会「岡山鶏中華そば」
- 【長崎】らーめん砦「佐世保貝白湯ラーメン」
- 【北海道】札幌みその「札幌濃厚毛蟹味噌らーめん」
- 【コラボ】麺や庄の×エビスコ酒場「牡蠣の旨味塩中華そば」
- 【福島】活力再生麺屋　あじ庵食堂「煮干し薫る 極上の喜多方ラーメン」
- 【コラボ】今世紀最強タッグ なんつッ亭×蒙古タンメン中本「最強とんからマーラー味噌ラーメン」
- 【秋田】麺屋十郎兵衛「秋田比内地鶏極太中華そば」
- 【滋賀】ラーメンにっこう「燻製チャーシュー鶏白湯塩」
- 【鹿児島】麺屋剛「鹿児島豚骨しょうゆラーメン」
- 【大阪】彩色ラーメンきんせい「黄金の燻製鶏塩ラーメン」
- 【コラボ】日本ラーメン協会 SPコラボ京都「京都黒醤油ラーメン」
- 【コラボ】講談社選定新人賞ラーメン「柚子香る“極”白出汁そば」

出店店舗(第2幕)
- 【福岡】豚骨80周年SPラーメン（久留米大砲ラーメン×博多一風堂）「ふるさとラーメン大爆発!!」
- 【大阪】ヤマコプロジェクト「炙り花咲かに濃厚真鯛だし極上塩ラーメン」
- 【島根】麺や拓「SHIMANEダブル醤油～自家製発酵ペースト～」
- 【富山】越中富山伝承会「越中富山『創業245年米麹味噌』～W肉盛り　味玉入り～」
- 【山梨】まぐちゃんラーメン「炙り肉盛り甲州丸大豆醤油ラーメン」
- 【海外】Yume Wo Katare 京都～ボストン～そして世界へ～「ガッツリ系に終止符を打つ！」
- 【コラボ】武道家×すずき家「旨い！濃厚とんこつラーメン」
- 【愛知】麺座　かたぶつ「純系名古屋コーチン煮干し味～炙り豚照り焼きスペシャル～」
- 【熊本】熊本ラーメン専門店　黒亭「熊本黒亭ラーメン」
- 【北海道】札幌ラーメン武蔵「熟成黒味噌らーめん」
- 【愛媛】ラーメン大山家×らーめん工房りょう花×麺彩房「愛媛松山甘旨醤油ラーメンNEXT」
- 【宮城】らーめん五ノ風「仙臺ぶた味噌らーめん」
- 【栃木】雷麺'z「雷麺'z流  次世代佐野ラーメン」
- 【石川】金沢麺達兼六会「濃厚味噌「炎・炙」肉盛そば～金沢大吟醸味噌2017バージョン～」
- 【新潟】神保町 可以「背脂煮干しラーメン」
- 【北海道】らぁめん銀波露 札幌「北海道濃厚香ばし豚骨味噌」
- 【コラボ】日本ラーメン協会 SPコラボ東京「名店復刻！東京醤油ラーメン」

### 2018年（第10回）
- 期間：2018年10月25日 - 11月4日

出店店舗(第1幕)
- 【コラボ】ソラノイロ×野菜だし（Byカゴメ）「彩り野菜のベジ醤油ラーメン」
- 【宮城】えびそばえび助「背脂海老醤油そば」
- 【石川】金沢麺達兼六会「濃厚味噌「炎・炙」肉盛そば～金沢天然醸造味噌2019ver～」
- 【京都】京都祇園らぁ～めん京「神様の中華そば®トロっ旨っちゃあしゅうめん」
- 【新潟】麺家太威「極上淡麗　貝だし潮ラーメン」
- 【大分】ラーメン工房　ふくや「炭焼き厚切りチャーシューとんこつ」
- 【北海道】札幌みその「炙り豚盛り　味噌らーめん」
- 【コラボ】蒙古タンメン中本×せたが屋「二大ラーメン神の至極の神うまラーメン」
- 【秋田】麺屋　十郎兵衛「比内地鶏　肉中華そば」
- 【福岡】らーめん二男坊「博多豚骨煮玉子らーめん」
- 【コラボ】魂麺×ら～麺あけどや「鴨出汁ワンタンメン」
- 【三重】おいしい野菜を使ったみそらぁめんのお店　すみれ津本店「松阪牛ミンチと伊勢海老のみそらぁめん」
- 【和歌山】麺屋あがら「和歌山ラーメン」
- 【福島】活力再生麺屋　あじ庵食堂「喜多方ラーメン」
- 【京都】拳ラーメン「京鴨ノドグロ煮干しそば」
- 【コラボ】麺匠真武咲弥×麺や虎鉄「炙り海老味噌らーめん贅沢盛り」
- 【コラボ】DDTコラボ「アサリの旨味　塩中華そば」
- 【大分】大分佐伯ラーメン「大分佐伯ラーメン」

### 2019年（第11回）
- 期間：2019年10月24日 - 11月4日

出店店舗(第1幕)
- 【コラボ】 ソラノイロ×カゴメ
- 【宮城】えびそば えび助「背脂海老醤油そば」
- 【石川】金沢麺達兼六会「濃厚味噌「炎・炙」肉盛そば ～金沢天然醸造味噌2019ver～」
- 【京都】京都祇園らぁ～めん京「神様の中華そば®トロっ旨っちゃあしゅうめん」
- 【新潟】麺家太威「極上淡麗 貝だし潮ラーメン」
- 【大分】ラーメン工房 ふくや「炭焼き厚切りチャーシューとんこつ」
- 【北海道】札幌みその「炙り豚盛り 味噌らーめん」
- 【コラボ】 蒙古タンメン中本×せたが屋「二大ラーメン神の至極の神うまラーメン」
- 【秋田】麺屋 十郎兵衛「比内地鶏 肉中華そば」
- 【福岡】らーめん二男坊「博多豚骨煮玉子らーめん」
- 【コラボ】 魂麺×ら～麺あけどや「鴨出汁ワンタンメン」
- 【三重】すみれ津本店「松坂牛ミンチと伊勢海老のみそらぁめん」
- 【和歌山】麺屋あがら「和歌山ラーメン」
- 【福島】活力再生麺屋 あじ庵食堂「喜多方ラーメン」
- 【京都】拳ラーメン「京鴨ノドグロ煮干しそば」
- 【コラボ】 麺匠真武咲弥×麺や虎鉄「炙り海老味噌らーめん贅沢盛り」
- 【コラボ】 DDTコラボ「アサリの旨味 塩中華そば」
- 【大分】大分佐伯ラーメン「大分佐伯ラーメン」

出店店舗(第2幕)
- 【富山】チーム富山ブラック「復活!富山ブラック/富山湾スペシャルらーめん」
- 【茨城】活龍「濃厚うにそば」
- 【埼玉】寿製麺よしかわ「黄金の煮干しわんたんめん 白醤油」
- 【京都】セアブラノ神「背脂肉醤油そば」
- 【新潟】新潟濃厚味噌 東横「元祖!新潟濃厚みそラーメン」
- 【福岡拉麺 久留米 本田商店「】元祖とんこつ!「濃厚・呼び戻し」久留米ラーメン!」
- 【宮城】麺屋政宗「伊達の炙り牛タンネギ塩そば」
- 【コラボ】 ラーメン凪×鬼金棒「カラシビ豚骨らー麺」
- 【北海道】らぁめん銀波露札幌「北海道濃厚香ばしとんこつ味噌」
- 【コラボ】 ラーメン大山家×麺彩房中野本店「背脂!極太平打ち中華そば」
- 【熊本】熊本ラーメン専門店 黒亭「熊本黒亭ラーメン」
- 【長野】極味噌らぅめん 吟屋「W肉盛り 信州牛骨みそらぅめん」
- 【岩手】MENSHO「岩手がもの塩中華そば」
- 【北海道】in EZO「札幌芳醇炙りじゃが白湯味噌 ～特製うにソース添え～」
- 【山形】新旬屋 本店「さくらんぼ鶏使用 金の鶏中華」
- 【大阪】くそオヤジ最後のひとふり「貝出し溢れるあさりらーめん」
- 【福島】麺処 若武者「極上六大福島鶏白湯～令和元年「雅」バージョン～」
- 【山形】酒田のラーメンを考える会「山形・酒田チャーシューふわ・とろワンタンメン」

### 2020年
新型コロナウイルスの影響により初の開催中止となった。

### 2021年
前年に続き、新型コロナウイルスの影響により開催中止となった。

### 2022年
本年よりイベント名を「東京ラーメンフェスタ」と改称して開催。入場時にラーメンチケットの提示が必要な方式に変更された。
スポンサー企業である楽天グループとの連携により、会場と楽天市場でイベントに出店している店舗の冷凍ラーメンの販売が行われた。
- 期間：2022年10月27日 - 11月6日

出店店舗(第1幕)。
- 【北海道】in EZO「札幌芳醇炙り じゃが白湯味噌らあめん」
- 【岩手】黒船×百麺「秋刀魚だしらーめん」
- 【秋田】秋田 錦 本店「無化調「極旨トロ肉豚骨」2022ver.」
- 【福島】喜多方ラーメン　あじ庵食堂「本場　喜多方ラーメン」
- 【群馬】らーめんダイニング庵「黄金真鯛出汁の極上塩そば」
- 【東京】せたが屋「はちきん地鶏の白醤油らーめん」
- 【東京】蒙古タンメン中本「濃豚元気辛麺」
- 【福岡】世紀末ラーメン伝説 モヒカンらーめん「溢れチャーシュー麺SP東京Ver.」
- 【東京】竹末東京Premium「黒トリュフ薫る濃厚ホタテ鶏白湯」
- 【コラボ】東京味噌拉麺連合「シン・東京味噌ラーメン」
- 【静岡】駿河拉麺會「駿河湾タカアシガニ出汁　極上塩らぁ麺」
- 【長野】信州鶏白湯 気むずかし家「信州鶏白湯ラーメン」
- 【新潟】酒麺亭潤「燕三条背脂中華そば」
- 【宮崎】宮崎 らーめん椛「創業からの継ぎ足し濃厚とんこつらーめん」

出店店舗(第2幕)
- 【北海道】札幌みその「炙り豚盛り味噌らーめん」
- 【宮城】仙臺くろく「特製ねぎダレ！牛タン塩中華そば」
- 【山形県】ワンタンメンの満月 本店「ワンタンメン」
- 【福島】麺処若武者「会津極上しおチャーシュー麺」
- 【茨城】活龍「濃厚うにそば」
- 【栃木】佐野ラーメン 麺屋ようすけ「佐野ラーメン～UMAMI」
- 【埼玉】麺屋あがら「和歌山ラーメン」
- 【福岡】拉麺久留米本田商店「元祖！とんこつ！『濃厚・呼び戻し』久留米ラーメン！」
- 【東京】竹末東京Premium「黒トリュフ薫る濃厚ホタテ鶏白湯」
- 【東京】HND ONE TEAM〜麺処ほん田 同門会〜「豚と煮干しの濃厚中華蕎麦」
- 【コラボ】シン·和歌山らーめん 開発 PJT八咫鶯～ヤタウグイス～「シン·和歌山ラーメン～口熊野タンタン麺ver ’22～」
- 【富山】魚王国！富山氷見麺屋いく蔵「氷見イワシの富山ブラック『氷見ツの黒2022スペシャル』」
- 【岡山】麺処ぐり虎「地鶏と瀬戸内いりこの芳醇鶏塩ラーメン」
- 【鹿児島】鹿児島豚骨ラーメン 麺屋剛「鹿児島豚骨ラーメン～剛麺チャーセージ黒豚しゃぶスペシャル～」

### 2023年
- 期間：2023年10月26日 - 11月5日[16]
  - 第1幕：10月26日 - 10月31日
  - 第2幕：11月1日 - 11月5日

出店店舗(第1幕)
- 【茨城】 濃厚うにそば
- 【岐阜】 高山ラーメン ～飛騨牛炙りすき焼きチャーシュー乗せ〜
- 【鹿児島】 鹿児島豚骨醤油ラーメン
- 【大阪】 なにわの金の鶏白湯
- 【東京】 （熊野）和牛の塩ラーメン
- 【北海道】 札幌芳醇炙り じゃが白湯味噌らあめん
- 【アメリカ】 うるとら特製濃厚豚骨らーめん
- 【京都】 京都ラーメン
- 【大阪】 スタ味噌爆牛ラーメン
- 【新潟】 新潟濃厚みそラーメン
- 【福岡】 濃厚博多豚骨炙り肉乗せラーメン
- 【岡山】 地鶏と瀬戸内いりこの芳醇鶏塩ラーメン
- 【山形】 山形さくらんぼ鶏使用！金の鶏中華
- 【岐阜】 濃厚えび味噌ラーメン
- 【福岡】 元祖とんこつ・久留米ラーメン！

出店店舗(第2幕)
- 【埼玉】 超濃厚ワタリガニ豚骨
- 【秋田】 プレミアム稲庭中華そば
- 【宮城】 特製ねぎダレ！牛タン塩中華そば2023
- 【福島】 喜多方ラーメン
- 【宮崎】 創業からの継ぎ足し濃厚とんこつらーめん
- 【北海道】 炙り豚盛り味噌らーめん
- 【フランス】 ブルターニュ産オマール海老のエスプーマ豚骨
- 【東京】 東京背脂中華そば
- 【長野】 信州鶏白湯ラーメン
- 【石川】 濃厚味噌「炎・炙」肉盛そば～金沢百年味噌2023バージョン～
- 【京都】 京鴨と羅臼昆布の塩そば
- 【愛知】 伊勢海老の鶏ぱいたんらぁめん
- 【福岡】 元祖！とんこつ！「濃厚・呼び戻し」久留米ラーメン！
- 【山形】 海老辛鶏白担～世界の刺激～
- 【鹿児島】 鶏白湯colorsレッド

### 2024年
2024年は3幕制での開催となった。
- 期間：2024年10月24日 - 11月4日[17]
  - 第1幕：10月24日 - 10月27日
  - 第2幕：10月28日 - 10月31日
  - 第3幕：11月1日 - 11月4日

## ギャラリー

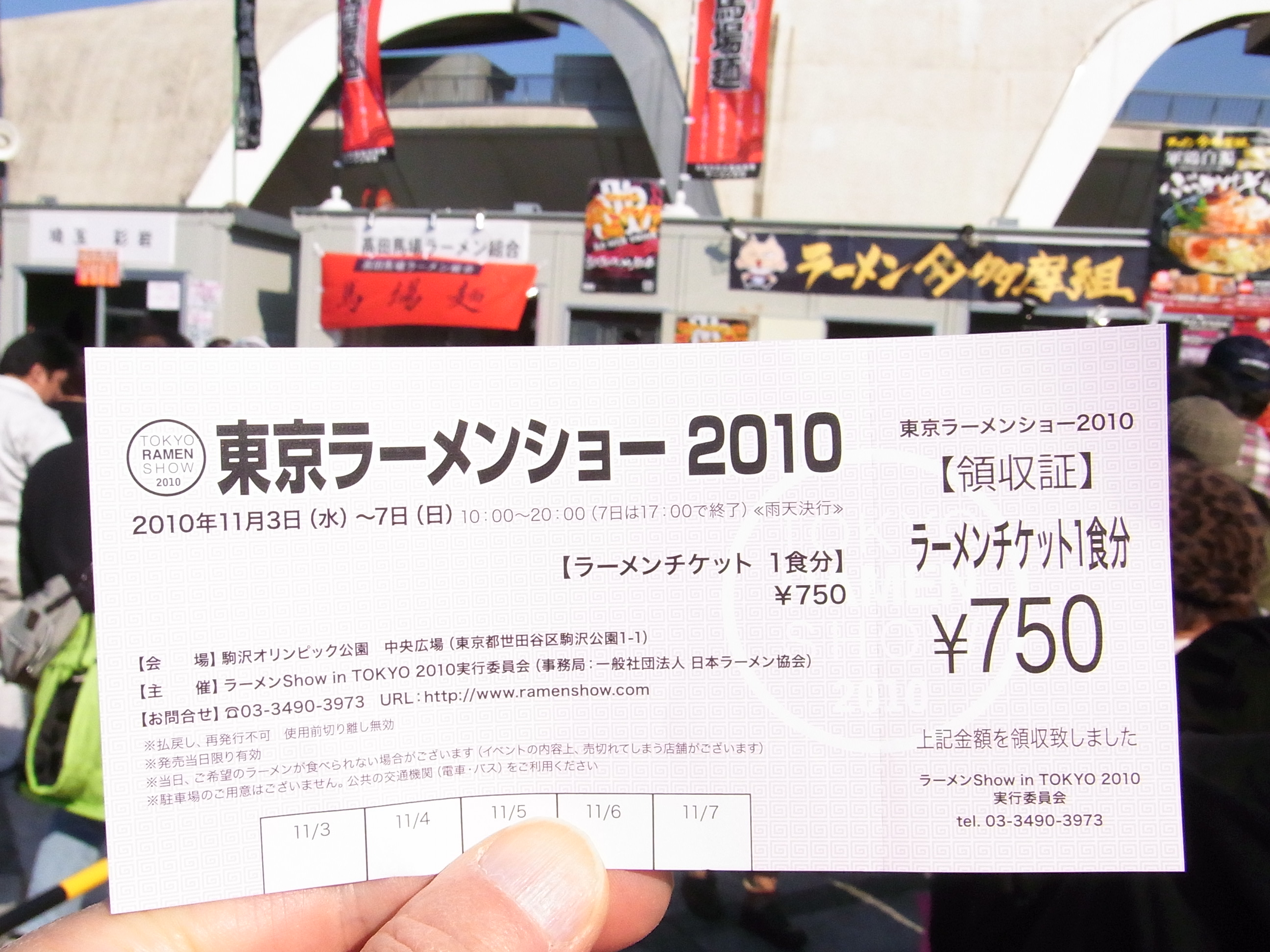
「東京ラーメンショウ2010」 ラーメンチケット（2010年11月6日撮影）
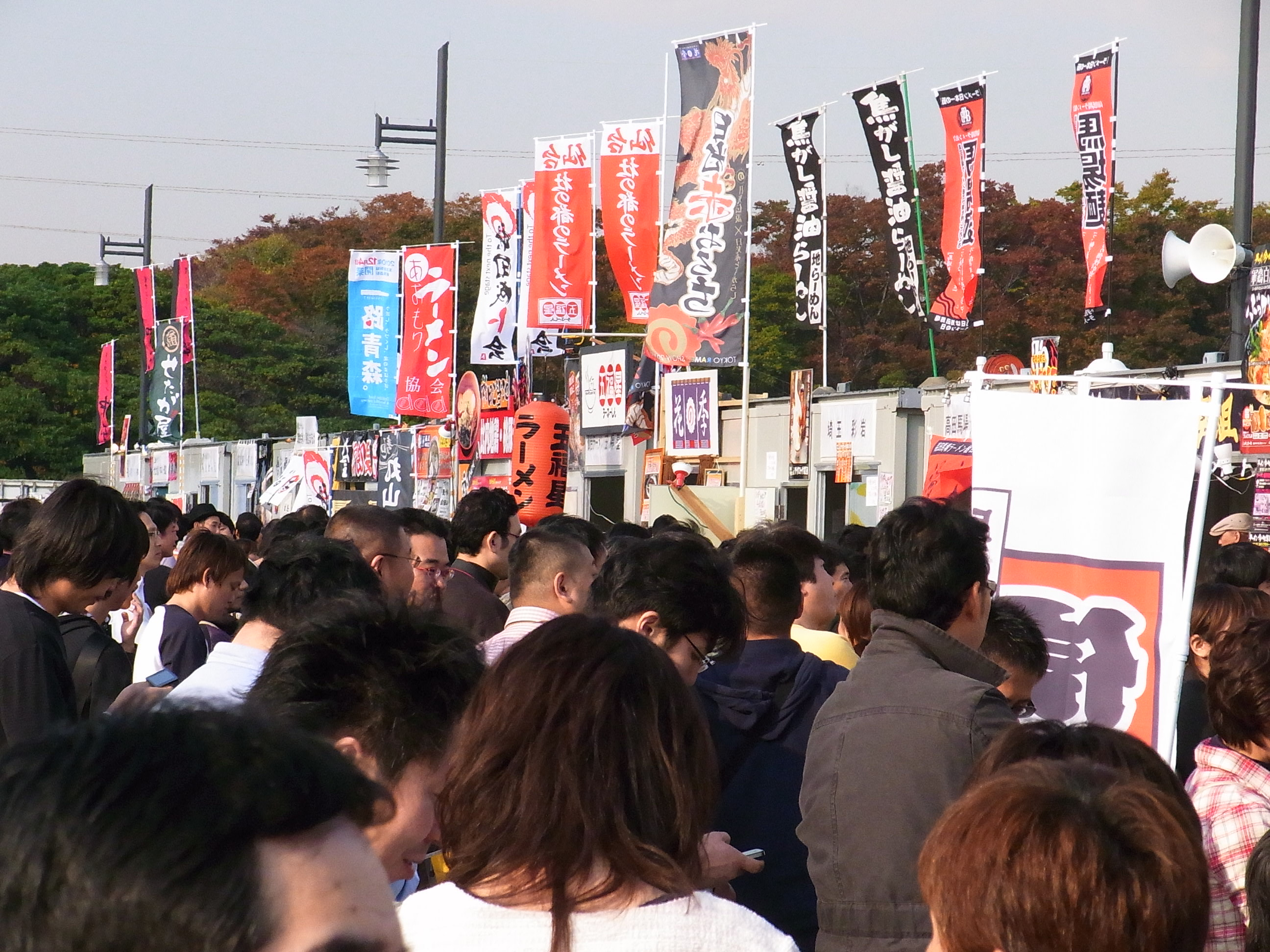
チケット売り場（2010年11月6日撮影）
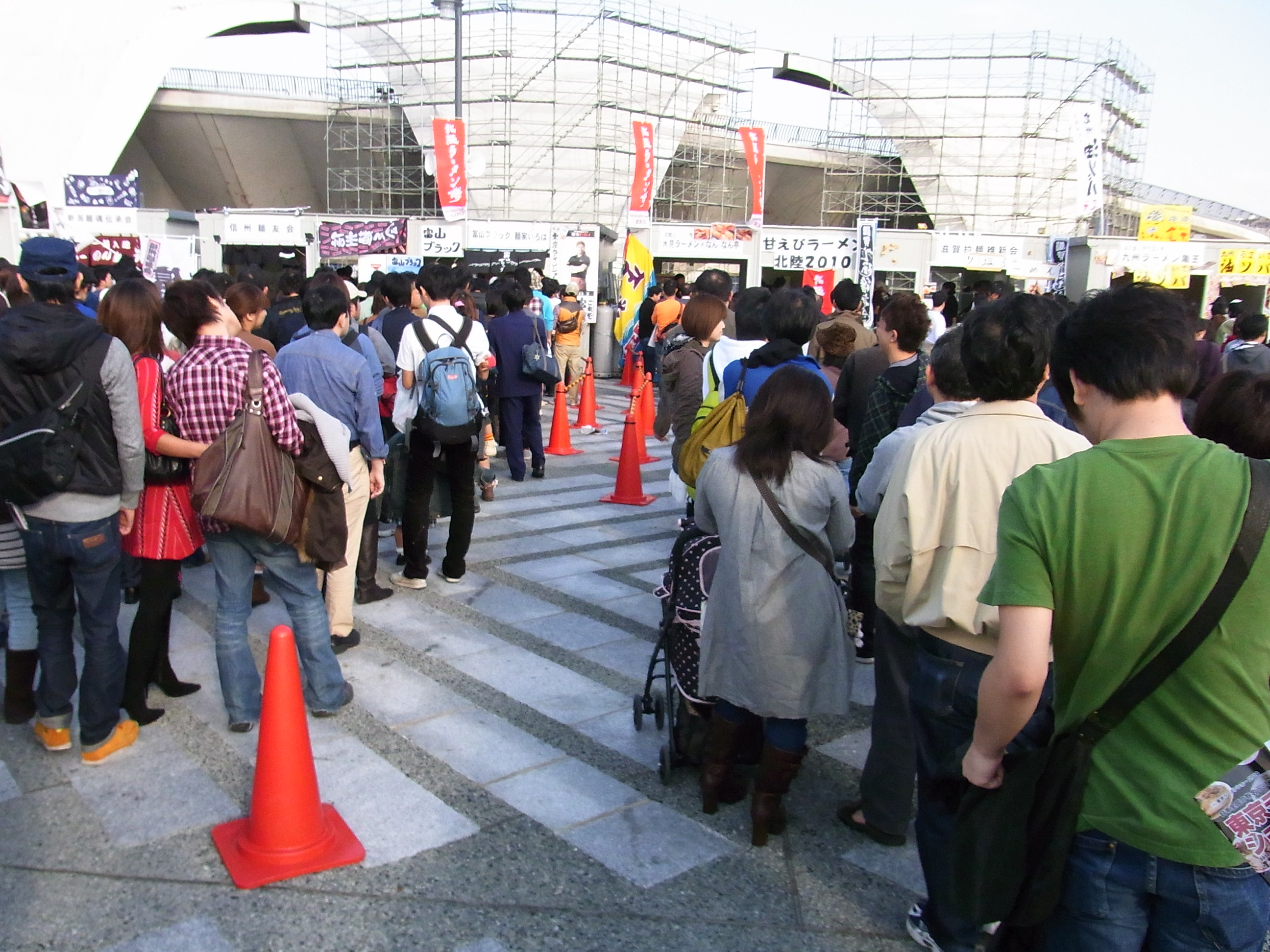
行列のチケット売り場（2010年11月6日撮影）
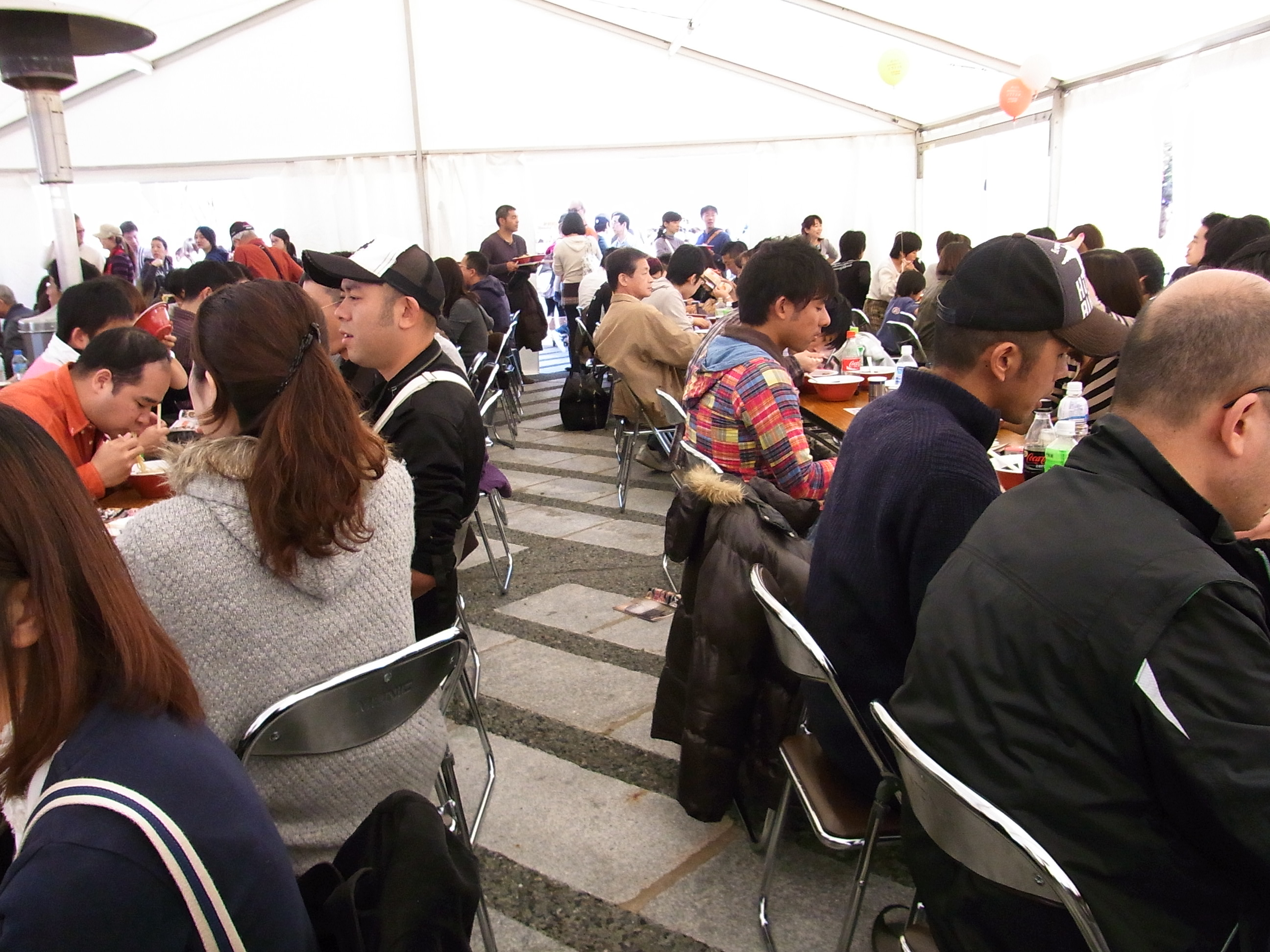
テントの中の食堂（2010年11月6日撮影）
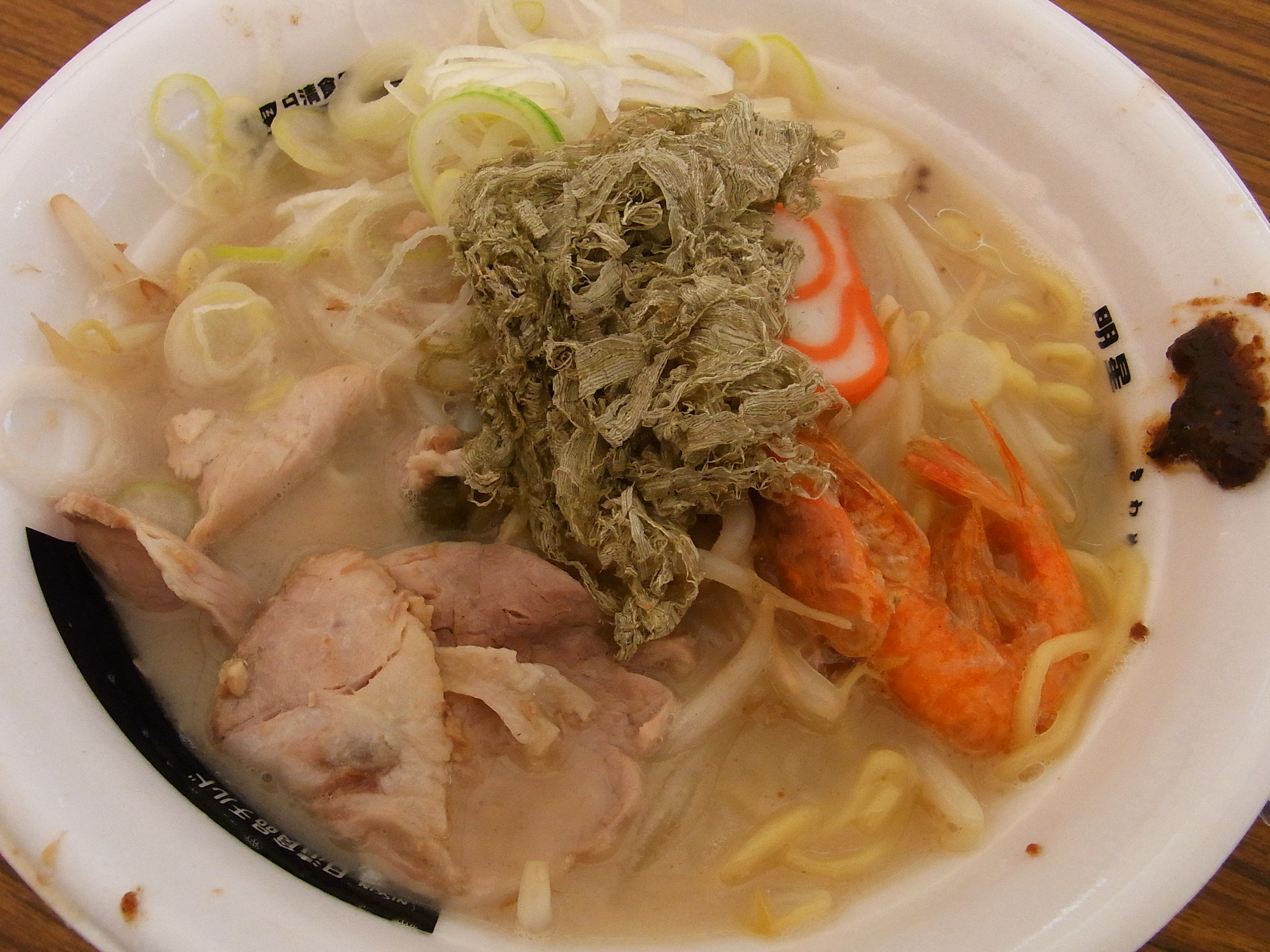
ラーメン（2010年11月6日撮影）
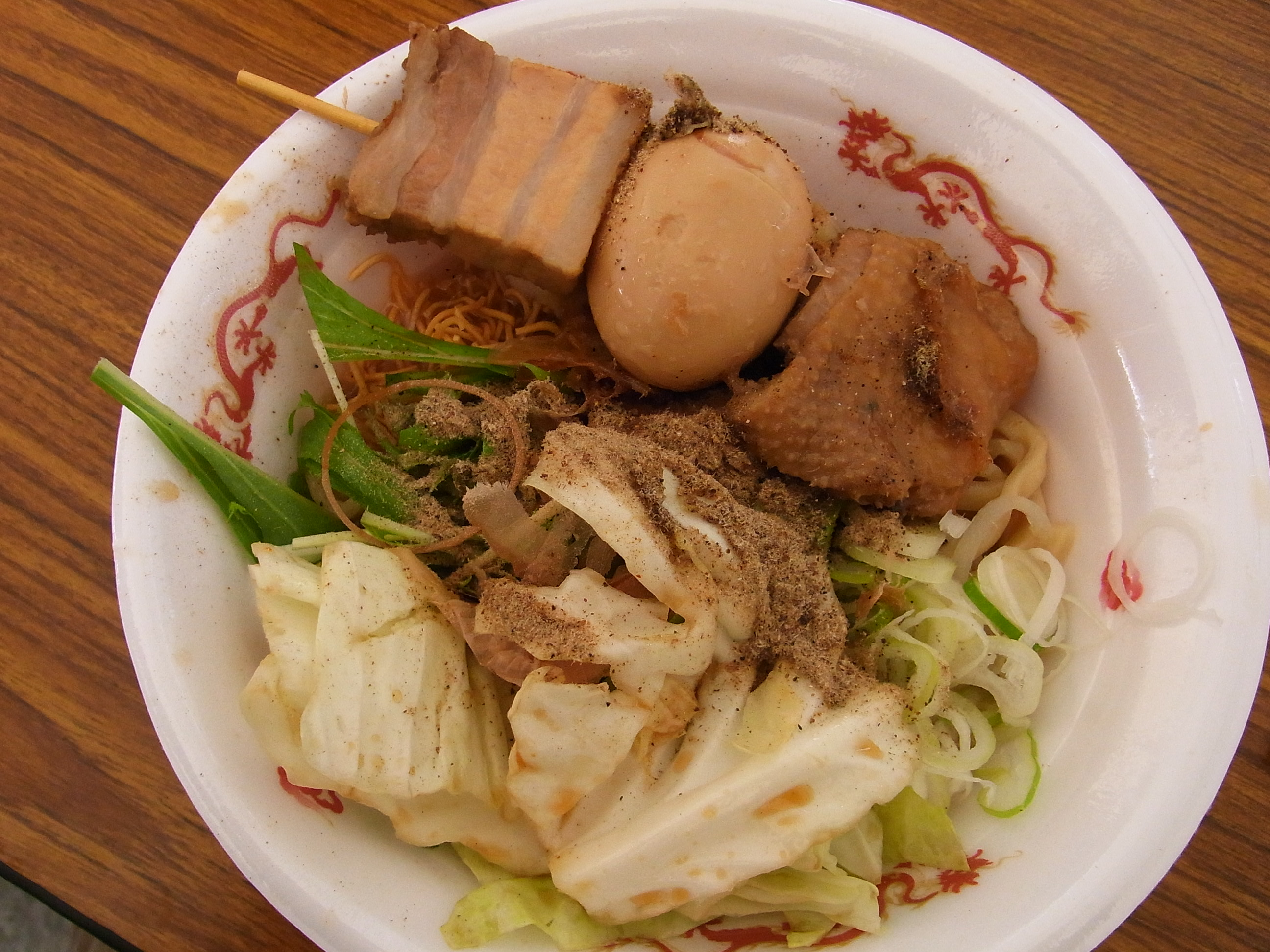
ラーメン（2010年11月6日撮影）